# Villarvolard
Villarvolard é uma comuna da Suíça, no Cantão Friburgo, com cerca de 243 habitantes. Estende-se por uma área de 5,46 km², de densidade populacional de 45 hab/km². Confina com as seguintes comunas: Cerniat, Corbières, Echarlens, Morlon, Villarbeney.
A língua oficial nesta comuna é o Francês.